# فلباتاسفير
فلباتاسفير وهو مثبط NS5A يستعمل مع سوفوسبوفير في علاج كل الأنماط الرئيسية الستة لالتهاب الكبد الفيروسي ج.